# The Fan (soundtrack)
The Fan (Music from the Motion Picture) is de originele soundtrack van de film The Fan uit 1996 van Tony Scott. Het album werd uitgebracht op 20 augustus 1996 door TVT Records.

## The Fan: Music from the Motion Picture
Het album bevat muziek van diverse artiesten uit en geïnspireerd door de film en 19 minuten originele filmmuziek van Hans Zimmer. De partituur van de filmmuziek werd georkestreerd door Bruce Fowler en gedirigeerd door Harry Gregson-Williams. De opnames vonden plaats bij Media Ventures en Todd-AO Scoring Stage.

## Tracklijst
| Nr. | Titel                                             | Geschreven                                                                    | Duur  |
| --- | ------------------------------------------------- | ----------------------------------------------------------------------------- | ----- |
| 1.  | Did You Mean What You Said – Sovory               | Marc Antoine, Michael Mishaw & Sovory                                         | 3:49  |
| 2.  | Letting Go – Terence Trent D'Arby                 | Hans Zimmer & Terence Trent D'Arby                                            | 5:35  |
| 3.  | Unstoppable – Mic Geronimo                        | Michael McDermon & Peter Phillips                                             | 3:46  |
| 4.  | Hymn of the Big Wheel – Massive Attack            | Andrew Vowles, Grantley Marshall, Horace Andy, Neneh Cherry & Robert Del Naja | 6:34  |
| 5.  | (Let Me Up) I've Had Enough – Kenny Wayne Shepard | Joe Nadeau, Kenny Wayne Shepherd & Mark Selby                                 | 2:43  |
| 6.  | Little Bob – Black Grape                          | Danny Saber, Paul Leveridge & Shaun Ryder                                     | 5:35  |
| 7.  | Border Song (Holy Moses) – Raymond Myles          | Elton John & Bernie Taupin                                                    | 3:37  |
| 8.  | What's Goin' Down – Honky                         | Chas Jankel, Ian Dury, Stephen Wright & Matthew Ellis                         | 4:18  |
| 9.  | Deliver Me – Foreskin 500                         | Daniel Blanes, Diggie Diamond & Mark Brooks                                   | 3:57  |
| 10. | Forever Ballin' – Johnny J & Big Syke             | Johnny Jackson & Tyruss Himes                                                 | 4:25  |
| 11. | I'm Da Man – Jeune                                | Jeune & Shiro                                                                 | 5:23  |
| 12. | Sacrifice – Hans Zimmer                           | Hans Zimmer                                                                   | 19:08 |

## The Fan: Score (Promo)
Een promo met de volledige filmmuziek van The Fan bevat 25 tracks gecomponeerd door Hans Zimmer.

## Tracklijst
| Nr. | Titel                             | Geschreven                           | Duur  |
| --- | --------------------------------- | ------------------------------------ | ----- |
| 1.  | Main Titles                       | Hans Zimmer                          | 2:01  |
| 2.  | nterview Request                  | Hans Zimmer                          | 0:44  |
| 3.  | Selling Montage                   | Hans Zimmer                          | 1:06  |
| 4.  | Hospital                          | Hans Zimmer                          | 1:00  |
| 5.  | Primo & Bob Collide               | Hans Zimmer & Harry Gregson-Williams | 1:04  |
| 6.  | Bobby Rayburn Bats                | Hans Zimmer                          | 4:40  |
| 7.  | Back To The Stadium               | Hans Zimmer & Harry Gregson-Williams | 1:33  |
| 8.  | Forgive Me                        | Hans Zimmer                          | 2:20  |
| 9.  | NEW Gil Gets Sacked               | Hans Zimmer                          | 6:42  |
| 10. | Bob Strikes Out                   | Hans Zimmer                          | 2:01  |
| 11. | NEW Primo In, Bobby Out           | Hans Zimmer & Harry Gregson-Williams | 1:46  |
| 12. | Bobby Hits Again                  | Hans Zimmer & Harry Gregson-Williams | 1:33  |
| 13. | Shit Head                         | Hans Zimmer                          | 1:03  |
| 14. | Gil Saves Son                     | Hans Zimmer & Jeff Rona              | 2:30  |
| 15. | Thank You                         | Hans Zimmer                          | 1:08  |
| 16. | Fans Are Losers                   | Hans Zimmer & Jeff Rona              | 0:50  |
| 17. | Stopped Caring                    | Hans Zimmer                          | 5:34  |
| 18. | ALT Stopped Caring (Alternate)    | Hans Zimmer                          | 5:18  |
| 19. | What Do You Want?                 | Hans Zimmer                          | 4:16  |
| 20. | A True Fan                        | Hans Zimmer                          | 2:20  |
| 21. | Coop Dies                         | Hans Zimmer                          | 2:07  |
| 22. | Stadium In The Sky                | Hans Zimmer                          | 5:29  |
| 23. | Games Resumes                     | Hans Zimmer                          | 8:21  |
| 24. | Letting Go – Terence Trent D'Arby | Hans Zimmer & Terence Trent D'Arby   | 5:34  |
| 25. | The Fan                           | Hans Zimmer                          | 10:19 |

## Solisten
- Bob Daspit – gitaar
- Steve Erdody – cello
- Martin Tillman – elektrische cello